# Stazione di Zaandam
Zaandam, è una stazione ferroviaria di scambio nella città di Zaandam, Paesi Bassi. È una stazione passante di superficie a 4 binari sulla linea ferroviaria Den Helder-Amsterdam. La stazione, parte terminale della linea Zaandam-Enkhuizen, funge da raccordo di questa con la linea Den Helder-Amsterdam.